# Twistin' the Night Away
Singles de Sam Cooke
Feel It
(1961) Chain Gang
(1962)
Twistin' the Night Away est une chanson écrite et chantée par Sam Cooke et sortie en single le 9 janvier 1962.
L'enregistrement a été fait avec des musiciens de studio de l'équipe The Wrecking Crew, conduits par René Hall : Ed Beal (piano), Tommy Tedesco et Clifton White (guitares), Red Callender (basse), John Kelson, John Ewing et Jewell Grant (saxophones), Stuart Williamson (trompette), Earl Palmer (batterie). 

## Un twist atypique
Ce morceau est resté une des chansons twist les plus populaires, mais aussi des plus atypiques, étant basée sur un rythme ternaire de shuffle habituellement étranger à ce style.
Outre sa qualité intrinsèque, son positionnement à cheval sur la variété rock et le rhythm and blues lui a valu d'emblée une large audience : n°9 au Billboard Hot 100 (et n°1 dans la catégorie R&B), et n°6 dans les Charts britanniques.

## Reprises et adaptations
Les Marvelettes, un quatuor vocal féminin de Motown, publient leur version chorale de Twistin' the Night Away courant 1962 dans l'album The Marvelettes Sing Smash Hits of 1962.
André Pascal, sous le titre Laissez-nous twister, écrit l'adaptation française. En mai 1962, la chanson, enregistrée, simultanément, par Johnny Hallyday et Les Chats Sauvages est diffusée en super 45 tours ; Dany Logan et Les Pirates (juin 1962), Les Vautours, ainsi que par d'autres artistes francophones de moindre renom, l'enregistrent également.
Une des reprises les plus connues est celle faite par Rod Stewart. D'abord une version incluse sur l'album Never A Dull Moment (1972), puis en 1987 une seconde, plus longue, pour la bande son du film américain Innerspace (1987) (L'Aventure intérieure ou L'InterEspace en français), laquelle comprenait aussi l'original de Sam Cooke. 
Autres reprises : celle de Divine (dans l'album Maid in England, 1985), et l'interprétation électronique qu'en ont donnée les Scandinaves du groupe Hutti Heita dans un style psytrance en 2009.